# Sant Feliu de Guíxols
Sant Feliu de Guíxols is een plaats in de Spaanse autonome regio Catalonië, in de provincie Girona, in de comarca Baix Empordà aan de Costa Brava. De plaats telt 21.760 inwoners (1 januari 2016).
Sant Feliu is omgeven door heuvels en dennenbossen en heeft zich in de laatste jaren ontwikkeld tot een belangrijk toeristencentrum. Een van de belangrijkste monumenten is het in 1723 gestichte benedictijnenklooster. Vanaf het uitkijkpunt van de kapel van Sant Elm is de hele kust te zien. De kapel is in 1723 gebouwd op de resten van een fort. Op deze plaats gaf de journalist Ferran Agullo aan het begin van de 20e eeuw de kust de naam "Costa Brava", dit wordt op een gedenksteen gememoreerd.
Ten noorden van Sant Feliu vind je de badplaatsen S'Agaro en Platja d'Aro, bekend voor zijn winkels, bars, restaurants en discotheken, ten zuiden Canyet en Tossa de Mar.

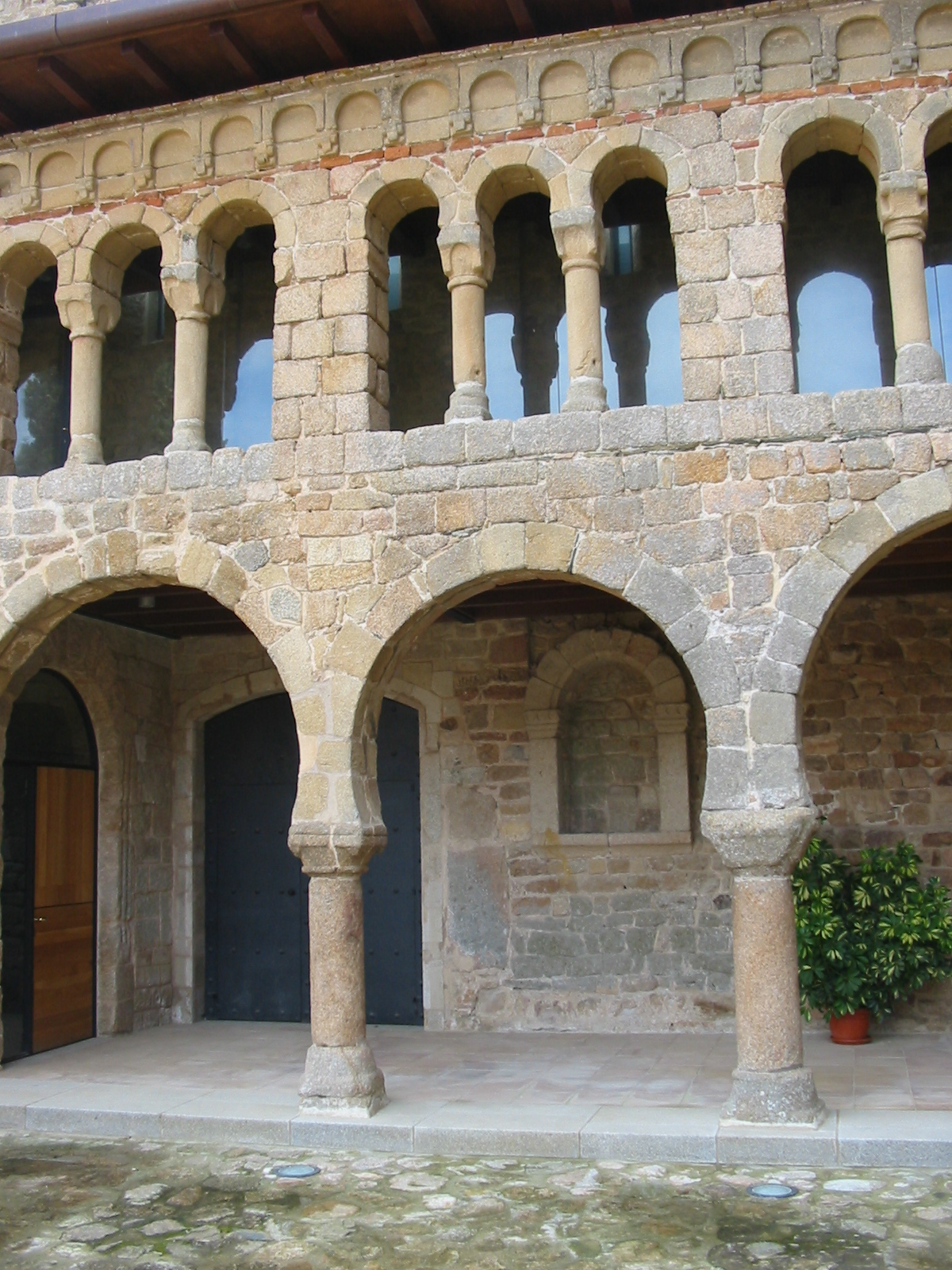
La Porta Ferrada

## Demografische ontwikkeling
Bron: INE; 1857-2011: volkstellingen

## Bekende personen
- Josep Irla i Bosch (1876-1958), president in ballingschap (1940-1954) van de Generalitat de Catalunya
- Oriol Busquets (20 januari 1999), voetballer